# Victoria II
Victoria II is een strategie-videogame geproduceerd door Paradox Development Studio, uitgegeven door Paradox Interactive. Het speelt zich af in de 19de eeuw en draait om het besturen van een land in dit deel van het koloniale tijdperk. Het spel kwam uit op 13 augustus 2010 voor Microsoft Windows en werd later door Virtual Programming voor Mac OS X gemaakt.

## Gameplay
Het tijdperk van Victoria II begint op 1 januari 1836 en eindigt op 31 december 1935. Het tijdperk ervoor is van de Europa Universalis-serie, dat erna van Hearts of Iron-serie, beide soortgelijke strategie-videogameseries. De focus van Victoria II ligt op de industrialisering die de meeste Europese landen alsook de Verenigde Staten en Japan in deze periode doorgemaakt hebben. De speler zal deze industrialisering in goede banen moeten leiden door het bouwen en uitbreiden van fabrieken en spoorwegen, en door innovatie te stimuleren en nieuwe technieken te ontdekken.

### Bevolking
De bevolking van een land wordt onderverdeeld in culturen, religies, klassen en beroepen. Zo zijn er verschillende bevolkingsgroepen (ook wel 'pops'), onderverdeeld in 3 sociale klassen. De lagere klasse omvat ambachtslieden (in fabrieken), landbouwers, arbeiders, slaven en soldaten. De middelste klasse omvat ambachtslieden (buiten fabrieken), bureaucraten, geestelijken, ambtenaren en officieren. Twee pops maken deel uit van de hogere klasse, namelijk de aristocraten en kapitalisten. Kapitalisten spelen een speciale rol omdat zij kunnen investeren in fabrieken en spoorwegen.
Bevolkingsgroepen of de algemene bevolking kunnen onrustig worden door hoge belastingen, ongewenste bestuurssystemen, tekorten aan noodzakelijke goederen, werkloosheid, bezetting in oorlogen, onderdrukking door de regering, onafhankelijkheidsbewegingen, evenementen, of omdat ze bepaalde hervormingen willen doorvoeren. Onrustige bevolkingen kunnen gewelddadig opkomen als rebellen.

### Economie
Fabrieken zetten basisgoederen om in meer geavanceerde producten. Basisgoederen kan een land oftewel zelf in resource gathering operations (RGO's) produceren, of binnen hun invloedssfeer of op de wereldmarkt aankopen. Op de wereldmarkt kunnen de producten dan opnieuw worden verkocht. Elk land heeft behoefte aan een bepaalde hoeveelheid van de meeste goederen, om voeding en kledij te voorzien voor de bevolking, en het leger te bewapenen. Gedurende oorlogen kan handel met vijandige landen stopgezet worden, waardoor het belangrijk is voldoende binnenlands te produceren om tekorten te voorkomen. Fabrieken in een staat gebouwd worden en uitgebreid, maar kunnen ook failliet gaan. Om dit te voorkomen kan een land fabrieken subsidiëren.
Een speler kan naast winst uit fabrieken, inkomsten halen uit belastingen, tarieven op handel en herstelbetalingen na oorlogen. Dat geld kan hij uitgeven aan het onderhouden van het leger, het onderwijzen van de bevolking en de administratie van het land. Tevens kan een speler investeren in infrastructuur en het rekruteren van legers en vloten.

### Diplomatie
Victoria II omvat een politieke simulatie met acht verschillende regeringsvormen, zeven ideologieën, een invloedssfeersysteem, kanonneerbootdiplomatie en vele politieke partijen die coalities kunnen aangaan. De partijen hebben elk hun eigen ideologie over het bestuur van het land, en bepalen welke invloed een speler op de economie kan hebben. Zo zal een speler in de economische bestuursvorm laissez-faire niet zelf fabrieken kunnen bouwen of er in investeren, maar worden die door investeerders gebouwd.
Diplomatie tussen landen vindt op een gelijkaardige manier als in andere Paradox-games plaats. Elk land heeft een relatiewaarde tussen −200 en +200 die weergeeft hoe graag ze elkaar hebben. Deze waarde heeft invloed op de diplomatieke beslissingen van landen bestuurd door AI. Zo zullen landen met een hogere waarde sneller bondgenootschappen aangaan.
In Victoria II bestaan acht Grootmachten, de acht landen met de hoogste gecombineerde scores van prestige, industrie en leger. Grootmachten zullen strijden om het toevoegen van andere landen aan hun invloedssfeer. Landen binnen eenzelfde invloedssfeer vormen een soort van interne markt, waarbij andere landen binnen de invloedssfeer voorrang krijgen bij de aankoop van producten. Om landen aan je invloedssfeer toe te voegen moet de opinie van het land tegenover jouw land hoog genoeg zijn en moet je invloed er hoog genoeg zijn. Andere Grootmachten kunnen je invloed saboteren of je ambassades verbannen.
Internationale crisissen ontstaan uit discussies tussen landen over de rechtmatige eigenaar van grondgebieden, tussen twee landen of over de onafhankelijkheid van een volk. Krijgen deze de interesse van Grootmachten, moeten een aantal van die Grootmachten kant kiezen. Wil geen van deze kanten de claims opzeggen, kan deze crisis uitmonden in een oorlog.

### Oorlog
In tegenstelling tot andere games van Paradox heeft oorlog in Victoria II een lagere prioriteit dan economie of diplomatie. Toch kunnen landen elkaar de oorlog verklaren of kunnen crisissen leiden tot internationale conflicten. Legers bewegen over grondgebieden en kunnen hierbij vijandig gebied bezetten of vijandige legers aanvallen. De manier waarop dit gebeurt weerspiegelt de veranderingen gedurende deze periode en verandert van grote legers die vrij bewegen zoals ten tijde van Napoleon naar frontlinies zoals in de Eerste Wereldoorlog. Nieuwe eenheden, zoals tanks en vliegtuigen, kunnen ontgrendeld worden door technologieën te onderzoeken.
In oorlogen kunnen landen grondgebied winnen, kolonies overnemen, andere landen verlossen van bezetting, de vijand vernederen of herstelbetalingen eisen. Om de verandering in schaal van de oorlogen weer te geven kan vanaf het jaar 1900 "Grote Oorlogen" ontdekt worden en kan deze vanaf 1905 ontluiken in een Wereldoorlog. Grote Oorlogen ontstaan indien twee of meer grootmachten aan beide kanten strijden, en betekenen dat oorlog tot op het einde zullen gestreden worden met de volledige capitulatie van een van de strijdende allianties.

## Uitbreidingen en mods

### Uitbreidingen
Victoria II kent twee DLC's, naast een reeks kleine contentpakketten. De eerste DLC, A House Divided, werd op 2 februari 2012 voor Windows uitgebracht en focuste op de Amerikaanse burgeroorlog. Zo omvatte het een nieuw startpunt in 1861 om de Amerikaanse burgeroorlog vanaf de start mee te kunnen maken. Tevens werden casus belli geïntroduceerd, werd China opgedeeld in cliques, en werden onderdelen aan het politieke systeem toegevoegd.
De tweede DLC, Heart of Darkness, werd op 16 april 2013 uitgegeven. Deze omvatte een nieuw kolonisatiesysteem, een nieuw systeem voor zeeoorlogsvoering, veranderingen aan landgevechten, de introductie van internationale crisissen, en een krant die informatie weergeeft over gebeurtenissen doorheen de wereld.

### Mods
Vele spelers van Victoria II gebruiken mods, die cosmetische wijzigingen of veranderingen aan de gameplay voortbrengen. De bekendste hiervan zijn de Historical Project Mod (HPM) en Historical Flavor Mod (HFM). Beiden brengen veranderingen aan de gameplay, waarbij HPM meer focust op realisme, terwijl HFM vaker gaat voor alternatieve geschiedenis.

## Vervolg
Na jarenlange anticipatie door fans kondigde Paradox op PDXCON 2021 Victoria 3 aan. Deze game werd ontwikkeld onder Martin Anward.